# Newry Abbey
Newry Abbey (lateinisch Viride lignum, irisch Mainistir an Iúir) ist eine ehemalige Zisterzienserabtei in Nordirland im Vereinigten Königreich. Sie lag in der heutigen Stadt Newry in den Grafschaften Armagh und Down.

## Geschichte
Das Kloster soll 1144 oder 1153 von Maurice MacLoughlin, dem König von Irland, gestiftet und 1153 oder 1162 als Tochterkloster von Mellifont Abbey aus der Filiation der Primarabtei Clairvaux an den Zisterzienserorden übergegangen sein. Hinweise auf eine frühere Benediktinergründung sind umstritten. 1162 wurden die Bücherei und der Eibenbaum, von dem der lateinische Name des Klosters herrührt, durch Feuer zerstört. 1227 wurde der Abt wegen seiner Teilnahme an der Verschwörung von Mellifont abgesetzt. Wohl 1538 wurde das Kloster von der Krone eingezogen und in ein weltliches Kollegium umgewandelt. 1550 übergab der Abt das Kloster freiwillig der Krone. Das Abtshaus soll wenig später von Sir Nicholas Bagenal in ein Schloss verwandelt worden sein. Eine Kapelle des Klosters stand noch bis 1744. Das Kloster lag an der heutigen Castle Street.

## Anlage und Bauten
Von dem Kloster hat sich in der Überbauung aus dem 18. Jahrhundert nichts mehr erhalten.